# Clossiana chlorographa
Clossiana chlorographa är en fjärilsart som beskrevs av Cabeau 1920. Clossiana chlorographa ingår i släktet Clossiana och familjen praktfjärilar. Inga underarter finns listade i Catalogue of Life.